# رامشه
رامشه، مرکز دهستان رامشه و روستایی از توابع بخش جرقویه علیا شهرستان جرقویه در استان اصفهان ایران است که در فاصله ۷۰ کیلومتری مرکز شهرستان ورزنه واقع شده‌است.
این روستا در ۸۰ کیلومتری جنوب مرکز شهرستان شهرضا و ۱۶۰ کیلومتری جنوب شرقی شهر اصفهان واقع شده‌است و حدود ۳۰۰۰ نفر جمعیت دارد.
این روستا میان شهرضا یا قمشه و آباده قرار دارد. انار مهم‌ترین سوغات این روستا است.

## موقعیت جغرافیایی
این روستا در عرض جغرافیایی ″۴۸′۴۹°۳۱ و طول جغرافیایی ″۰′۳۰°۵۲ قرار دارد.
این روستا از طرف شمال به: روستای مبارکه و مزارع مهمانچی، صالح‌آباد، حاجی‌آباد و ریزآباد و بعد از آن‌ها به روستای مالواجرد و سپس به شهر حسن‌آباد می‌رسد، جاده‌ای رامشه ـ اصفهان نیز در همین جهت شمالی و غربی قرار دارد. از طرف جنوب به: مزرعهٔ الله‌آباد و بعد مزرعهٔ چشمه ریزه ختم می‌شود، از طرف شمال شرق به: روستای احمدآباد، اسفنداران، فیض‌آباد و حارث‌آباد ختم می‌شود که آخرین روستاهای منطقهٔ جرقویه علیا هستند و با استان یزد هم‌مرز می‌باشند. از طرف مغرب به: رشته‌کوه‌های سیاه‌کوه با ارتفاع ۲۸۰۸ متر و بعد مزارع اسدآباد و الله‌آباد و غار شاه قنداب می‌رسیم و بعد از آن شهرستان شهرضا قراردارد.

### روستاها و مزارع مجاور
روستاهای مجاور روستای رامشه شامل:
۱- مبارکه، ۲-احمداباد، ۳- اسفنداران، ۴-فیض‌آباد، ۵- حارث‌آباد می‌باشد
در اطراف رامشه چندین مزرعه کوچک و بزرگ وجود دارد که اسامی آن‌ها به قرار زیر می‌باشد:
۱- معز آباد، ۲- صفی‌آباد، ۳- مزرعه چی‌خان یا حسین‌آباد، ۴- اسدآباد، ۵- الله‌آباد زند، ۶- چشمه‌ریزه، ۷- ریزآباد، ۸- چاه جمال، ۹-چاه قلی، ۱۰- صالح‌آباد، ۱۱- مهمانچی، ۱۲-حاجی‌آباد، ۱۳- علی‌آباد

### لغتنامه دهخدا
در کتاب لغت‌نامه دهخدا در مقابل لغت (رامشه) چنین نگاشته شده‌است:
«رامشه (م ش یا ش (اخ) دهی است از دهستان جرقویه بخش شهرستان شهرضا واقع در ۹۵ هزار گزی جنوب خاوری شهرضا متصل به راه رامشه به حسن‌آباد. این ده در کوهستان واقع شده و هوای آن معتدل است. سکنه آن ۲۷۸۶ تن می‌باشد. آب ده از قنات و رودخانهٔ ایزدخواست تأمین می‌شود. محصول عمدهٔ آن غلات، پنبه و انار و شغل مردم کشاورزی و دامپروری است. صنایع دستی زنان کرباس و قالی‌بافی می‌باشد. راه ماشین رو دبستان و در حدود ده باب دکان دارد. (از فرهنگ جغرافیایی ایران، جلد ۱۰)

### آب و هوا
با توجه به قرار داشتن رامشه در منطقه‌ای بیابانی و کویری، دارای آب و هوای خشک نیمه بیابانی است؛ یعنی تابستان‌های آن گرم و خشک و زمستان‌های آن سرد و خشک می‌باشد. با این وجود بعضی عوامل جوی و طبیعی تا حدودی باعث تغییرات آب و هوایی در رامشه می‌شود از جمله:
- جاری شدن رودخانهٔ رحیمی ایزدخواست و تشکیل دریاچهٔ کوچکی در پشت‌بند (سد) الله‌آباد در سمت جنوب غربی رامشه و حدود نه عدد حوضچه‌های تغذیه مصنوعی جهت تغذیه قنات رامشه.
- وجود ارتفاعات سیاه‌کوه در قسمت غربی رامشه که هم‌چون سپری از رامشه دفاع می‌کنند و از شدت بادها می‌کاهند.
- وجود تعداد زیادی مزرعه در اطراف رامشه با کشتزارهای وسیع که تأثیر زیادی بر تعدیل آب و هوای رامشه دارند.

مجموعه این عوامل باعث سرسبزی و خرمی رامشه گردیده‌است بطوری که برخی رامشه را (بهشت جرقویه) نامیده‌اند.

### ارتفاعات
بلندترین ارتفاعات رامشه در رشته‌کوه‌های سیاه‌کوه با ارتفاع ۲۸۰۸ متر در سمت غرب و جنوب رامشه قرار گرفته‌است. این رشته‌کوه‌ها، ادامه رشته‌کوه‌های ناپیوسته زاگرس می‌باشد و مربوط به دوران سوم زمین‌شناسی است.
هم‌چنین کوه الله‌آباد در سمت غربی رامشه به چشم می‌خورد که دریاچهٔ کوچه الله‌آباد در پشت سدی که بر آن بسته شده‌است در دامنه آن، قراردارد.
رامشه نسبت به روستاهای همجوار خود (احمدآباد و اسفنداران) در سطح پایین‌تری قرارداد. تپه‌های شنی احمدآباد در قسمت شرقی رامشه قرار گرفته‌است.
هر چه از جنوب رامشه به سمت شمال حرکت می‌کنیم به مناطق پست و گودتری می‌رسیم.

### تصاویر ماهواره‌ای
برای مشاهده تصاویر ماهواره‌ای رامشه واحمد آباد جرقویه اینجا را کلیک کنید.

## تاریخ
تاریخ رامشه به عهد بهرام گور ساسانی بازمی‌گردد، وجود کلمات و لهجهٔ مردم جنوب کشورمان در بین مردم رامشه شاهدی بر این مدعاست که از منطقهٔ فارس به رامشه آمده‌اند.

وجود آتشکده در رامشه و نامیده شدن یکی از محله‌های قدیمی رامشه به نام محلهٔ گبرها (قلعه گبرها) و نوع معماری در پای گلدسته همه این‌ها عهد ساسانی را یادآور می‌شوند.

نوع معماری امامزاده جعفر رامشه شبیه معماری عهد تیموریان می‌باشد، خط نوشته‌ها، طاق‌ها و ستون‌ها شبیه مسجد جامع شهرضا، که در زمان تیموریان ساخته شده‌است، می‌باشد.
بر طبق شواهد و قرائن موجود به احتمال قوی اولین مکان‌های سکونت در رامشه (پای گلدسته) می‌باشد، هم‌چنین مکانی به نام قلعه چوری (قلعه‌چی) در نزدیکی پای گلدسته از اولین محل‌های سکونت در رامشه بوده‌اند. وجود قلعه و خانه‌ای بسیار قدیمی در محلهٔ (هسته کوشک) احتمال وجود اولین محل سکونت در رامشه را می‌دهد.

(لازم به توضیح است محلهٔ قلعه کهنهٔ رامشه به رغم قدمت تاریخی آن بعد از ساخت و شکل‌گیری رامشه ساخته شده‌است)

### وجه تسمیه
رامشه چرا به این نام نامیده شده‌است؟
اینکه انسان بتواند جواب قطعی به این سؤال بدهد کار دشواری است. هنگامی که به سنگ قبرها و قباله‌های تاریخی برمی‌خوریم گاهی لفظ رامشه را به اشکال دیگر هم می‌بینیم. رمشه، رامشاه، رمشن، رامشیه و… در بسیاری از جاها دیده می‌شود، لذا یافتن دلیل اصلی نام‌گذاری رامشه کار مشکلی است و ما فقط به تعدادی از این دلایل اشاره خواهیم کرد.
- عده‌ای معتقدند که شخصی زرتشتی به نام (رامش) در مکانی به نام (هسته کوشک) اولین شخصی بوده که در رامشه ساکن شده و کم‌کم این مکان به نام رامش زرتشتی، رامشه نامیده شده‌است.
- به عقیدهٔ برخی رامشه از (رامشن) گرفته شده‌است و رامشن کلمه‌ای پهلوی به معنای آسایش و آرامش و…، چرا که رامشه در میان روستاهای جرقویه از سرسبزی و خرمی آن‌چنانی برخوردار است. برخی هم می‌گویند رمشن از کلمهٔ گلشن گرفته شده‌است.
- بهرام گور ساسانی که به شکار گور در تاریخ مشهور است، برای شکار گور به منطقهٔ رامشه می‌آمده‌است و کم‌کم دستور حفر قنات و چاهی را در این محل می‌دهد و این منطقه به نام بهرام شاه نامیده می‌شود و کم‌کم مخفف آن (رامشاه) مصطلح می‌شود که بعداً تبدیل به رامشه می‌شود.
- بهرام گور ساسانی در مسافرت‌های خود به رامشه (رامشگرانی) به همراه داشته‌است که در این سرزمین خرم و سرسبز، به شادی و پایکوپی می‌پرداخته‌اند، لذا رامشه از قدیم نام خود را رامشگران گرفته‌است.
- رامشه در اصل (رامشهر) بوده‌است و رامشهر هم به معنی (شهر بهرام) است یعنی شهری که بهرام آن را بنیان نهاده‌است.

از میان این دلایل، ظاهراً دلیل سوم به حقیقت نزدیکتر است.
۶- کلمه رامشه نام دیگر گشتاسب پادشاه اسطیری ایران است که در شاهنامه فردوسی، پدر اسفندیار است و بعید نیست که با توجه به روستای اسفنداران که احتمالاً از انام اسفندیار منشعب شده‌است نام رامشه هم نام پادشاه اساطیری باشد.

### مساجد رامشه
مردم متدین رامشه در جهت احیای دین و دیانت در گذشته و حال مساجد زیادی را بنا کرده‌اند. امامان جماعت قدیم رامشه، شیخ صادق، شیخ علی و شیخ محمد حسین صادقی بوده‌اند. و بعد از آن‌ها امامت مسجد جامع رامشه بر عهدهٔ فقید سعید حضرت حجت‌الاسلام حاج سید عباس رستگار قرار داشت.
مساجد قدیم و جدید رامشه به شرح زیر می‌باشد:
- مسجد جامع رامشه

این مسجد در وسط آبادی رامشه وجود دارد و همه‌روزه در آن نماز جماعت اقامه می‌شود در سال‌های اخیر این مسجد به همت خیرین و طراحی مهندس محمد علی اسماعیلیان با اضافه نمودن حسینیه ای در سه طبقه بازسازی گردید.
این مسجد بیش از ۳۰۰ سال پیش ساخته شده‌است و سازندهٔ آن شخص ثروتمندی بوده که آن را با هزینهٔ شخصی خود بنا نموده‌است. شایع است که این شخص در بین یکی از ستون‌های مسجد مقداری طلا و اشرفی قرار داده، تا چنانچه زمانی مسجد احتیاج به احیا داشت، با آن مسجد را دوباره بسازند.
این مسجد دارای بنای تاریخی زیبایی است که در دو طبقه ساخته شده‌است و ۹ ستون دارد که شکل آن‌ها در طبقهٔ بالا به شکل استوانه می‌باشد و در طبقهٔ پایین به شکل مکعب مستطیل می‌باشد و قطر آن‌ها حدود ۱ متر می‌باشد. در طبقهٔ بالای آن ۴ ردیف سالن مشاهده می‌شود ولی در طبقهٔ پایین ۳ ردیف وجود دارد. علت آن این است که در یکی از سال‌هایی که بارندگی شدیدی شد، سیل به درون مسجد پایینی راه پیدا کرد و مردم هم جهت محکم ساختن بقیه مسجد یک ردیف ستون‌های مسجد پائینی را پر کردند.
- مسجد حضرت رسول

این مسجد در محلهٔ قلعه وجود دارد و بزرگ‌ترین مسجد رامشه از نظر مساحت می‌باشد و همه روزه در آن اقامه نماز جماعت می‌شود. این مسجد در سال‌های اخیر بازسازی شده‌است و در کنار آن حسینیهٔ بزرگی ساخته شده‌است.
- مسجد امام علی

این مسجد در محلهٔ ممر بالا وجود دارد و بانی آن شخصی به نام عمو علی اکبر بوده‌است. این مسجد بازسازی و توسعه یافته‌است و همه‌ساله در ایام ماه مبارک رمضان مراسم ویژه‌ای در آن برگزار می‌گردد.
- مسجد صاحب‌الزمان

این مسجد در محلهٔ پای تالار قرار دارد و به صورت دو طبقه ساخته شده‌است. در طول سال در آن مراسم روضه‌خوانی و سینه‌زنی برگزار می‌گردد.
- مسجد امام حسین

این مسجد در محلهٔ گلبید قرار دارد و اخیراً بازسازی شده‌است.
- مسجد امام حسن مجتبی

این مسجد نیز در محلهٔ گلبید روبروی مسجد امام حسین (علیه‌السلام) قرار دارد.
- مسجد الزهرا

این مسجد درسال‌های اخیر به همت آقای حاج حسین برزکار در نزدیکی دو راهی رامشه ساخته شده‌است.
- مسجد امام رضا

این مسجد در محله سعر قرار دارد و یکی از قدیمی‌ترین مساجد رامشه می‌باشد که بازسازی شده‌است.
- مسجد در آسیاب

این مسجد بین کوچهٔ گلبید و محلهٔ در آسیاب قراردارد.
- مسجد درپاکنده

مسجد کوچکی است که بانی آن علی گلدسته‌است. این مسجد در محلهٔ پاکنده قرار دارد.
- مسجد شمس

این مسجد در محله‌ده، در نزدیکی گلدسته قرار گرفته‌است.
- مسجد پای گلدسته

یکی از قدیمی‌ترین مساجد رامشه‌است که اکنون خراب شده. این مسجد دو قبله داشته‌است یکی به طرف بیت‌المقدس و دیگری به طر ف مسجدالحرام.
می‌گویند این مسجد در زمان معزالدولهٔ دیلمی (۳۲۲–۳۳۴ ه ـ ق) حدوداً ۱۱۰۰ سال پیش بنا شده‌است.
در سال ۱۰۷۶ میرزا صفی‌الدین که کدخدای رامشه بود این بنا را بازسازی کرد. بر روی سنگ‌نوشته‌ای که قبلاً بر روی دیوار مسجد نصب شده بود و اکنون مفقود شده‌است چنین نگاشته بودند:
به توفیق حق آصفی نکو مساجد بنا کرد مانند کو
به تاریخ شهر محرم نوشت به بانی بنا کرد ایزد بهشت
- مسجد حاج محسن
- مسجد حاج باقر
- مسجد استادرضا

این مسجد در نزدیکی میدان تعزیه قراردارد.

## مردم‌شناسی
آمار رسمی جمعیت روستا بر اساس سرشماری سال ۱۳۸۵
تعداد خانوار: ۷۷۰
| عنوان       | کل       | با سواد  | بی سواد |
| ----------- | -------- | -------- | ------- |
| کل جمعیت    | ۲۵۷۹ نفر | ۱۹۲۱ نفر | ۴۴۵ نفر |
| جمعیت مردان | ۱۲۷۷ نفر | ۱۰۰۹ نفر | ۱۶۱ نفر |
| جمعیت زنان  | ۱۳۰۲ نفر | ۹۱۲ نفر  | ۲۸۴ نفر |

## نگارخانه

گلدسته قدیمی رامشه
بند الله آباد رامشه
تعزیه در رامشه
نمایی از بافت قدیمی رامشه